# 艾達華爾
艾達華爾（Idavoll，Iðavöllr）是位在阿斯嘉特（Asgard）中心的平原。在諸神的黃昏之後，這平原上的一切都被毀滅，唯一還完好的宮殿只剩下津利（Gimle）宮殿。而殘存下來的神祇們，將會在此重建新的神之殿堂。